# Procule (évêque d'Auvergne)
Procule ou Aproncule, en latin Proculus ou Aprunculus', était un religieux du haut Moyen Âge qui fut évêque de Clermont au VIIIe siècle.

## Biographie
Procule est devenu évêque à la suite de Nordebert ; on pense que son ordination a eu lieu en 720. Au cours de son épiscopat, il intervint auprès de l'évêque de Lyon pour récupérer le corps de Saint Bonnet. Lorsqu'il l'obtint, il fit restaurer l'église de Saint-Maurice pour l'inhumer.